# Острів (ботанічний заказник)
Острів — ботанічний заказник місцевого значення. Об'єкт розташований на території Новомиргородського району Кіровоградської області, поблизу с. Петроострів.
Площа — 22,5 га, статус отриманий у 1995 році.